# Dagmar Hase
Dagmar Hase, née le 22 décembre 1969 à Quedlinburg, est une nageuse allemande, championne olympique aux Jeux olympiques en 400m nage libre à Barcelone.
Elle a au total gagné 7 médailles olympiques en deux olympiades.
Bien que connaissant pas mal de succès dans sa carrière, elle était éclipsée médiatiquement par sa compatriote Franziska van Almsick. Néanmoins, une interview où, au bord des larmes, elle s'indigna du traitement médiatique de la natation, lui valut une plus grande notoriété.
Lors des Jeux olympiques à Atlanta, elle réussit aussi à gagner plusieurs médailles de bronze et d'argent.
Elle prit sa retraite sportive en 1998 et travaille aujourd'hui comme entraîneur pour les jeunes du SC Magdeburg, club dans lequel elle a commencé la natation.

## Palmarès

### Jeux olympiques
- Jeux olympiques de 1992 à Barcelone (Espagne)
  -  Médaille d'or sur 400 m nage libre
  -  Médaille d'argent sur 200 m dos
  -  Médaille d'argent sur 4 x 100 m 4 nages

- Jeux olympiques de 1996 à Atlanta (États-Unis)
  -  Médaille d'argent sur 400 m libre
  -  Médaille d'argent sur 800 m libre
  -  Médaille d'argent sur 4 x 200 m nage libre
  -  Médaille de bronze sur 200 m nage libre

### Championnats du monde

#### En grand bassin
- Championnats du monde 1991 à Perth (Australie)
  -  Médaille d'or sur 4 × 200 m nage libre
  -  Médaille d'argent sur 200 m dos
  -  Médaille de bronze sur 4 × 100 m quatre nages

- Championnats du monde 1994 à Rome (Italie)
  -  Médaille d'argent sur 4 × 200 m nage libre

- Championnats du monde 1998 à Perth (Australie)
  -  Médaille d'or sur 4 × 200 m nage libre
  -  Médaille d'argent sur 200 m dos
  -  Médaille de bronze sur 400 m nage libre

#### En petit bassin
- Championnats du monde 1995 à Rio de Janeiro (Brésil)
  -  Médaille d'argent du 200 m dos
  -  Médaille d'argent du 4 × 200 m nage libre

### Championnats d'Europe
- Championnats d'Europe 1989 à Bonn (Allemagne de l'Ouest) :
  -  Médaille d'or sur 200 m dos (pour la RDA).
- Championnats d'Europe 1991 à Athènes (Grèce) :
  -  Médaille d'argent sur 4 × 100 m nage libre ;
  -  Médaille d'argent sur 4 × 200 m nage libre ;
  -  Médaille d'argent sur 4 × 100 m 4 nages ;
  -  Médaille de bronze sur 100 m dos ;
  -  Médaille de bronze sur 200 m dos.
- Championnats d'Europe 1993 à Sheffield (Royaume-Uni) :
  -  Médaille d'or sur 400 m nage libre
  -  Médaille d'or sur 4 × 200 m nage libre
- Championnats d'Europe 1995 à Vienne (Autriche) :
  -  Médaille d'or sur 4 × 200 m nage libre ;
  -  Médaille d'argent sur 200 m dos.
- Championnats d'Europe 1997 à Séville (Espagne)
  -  Médaille d'or sur 400 m nage libre ;
  -  Médaille d'or sur 4 × 200 m nage libre.